# Jan de Moor (viceadmiraal)
Jan de Moor († 27 mei 1573) was de eerste viceadmiraal van Zeeland. Hij was de zoon van Lieven de Moor, schepen van de 2de bank te Gent, en  kleinzoon van Lieven de Moor en Anna Palma.
Jan de Moor, eerst een zeeofficier in Habsburgse dienst, werd in 1569 kapitein-ter-zee bij de Watergeuzen. In 1572 was hij als kapitein betrokken bij de eerste acties van de Watergeuzen bij Vlissingen. Op 26 april 1572 werd hij benoemd tot viceadmiraal van Vlissingen.
Op 27 mei 1573 sneuvelde hij voor Rammekens; tijdens een krijgsraad schoot een kanonskogel de helft van zijn hoofd weg.
Zijn zoon Joos de Moor volgde in zijn voetsporen, alsook zijn kleinzoons die marinekapiteins waren: Josias de Moor en Abraham de Moor, en zijn achterkleinzoon Abraham, die marinekapitein, en Cornelis de Moor, die luitenant was. Allen vielen in de strijd.
Zijn kleinzoon Jan de Moor was burgemeester in Vlissingen.
Rouwwapens zijn opgehangen in de kerk te Vlissingen voor dit geslacht De Moor.